# Le Champ-Saint-Père
Le Champ-Saint-Père – miejscowość i gmina we Francji, w regionie Kraj Loary, w departamencie Wandea.
Według danych na rok 1990 gminę zamieszkiwało 1436 osób, a gęstość zaludnienia wynosiła 58 osób/km² (wśród 1504 gmin Kraju Loary Le Champ-Saint-Père plasuje się na 419. miejscu pod względem liczby ludności, natomiast pod względem powierzchni na miejscu 403.). Nazwa miejscowości pochodzi od imienia św. Piotra.